# Де ла Парте, Виктор
Виктор де ла Парте Гонсалес (исп. Víctor de la Parte González; род. 22 июня 1986 в Витории-Гастейс, Страна Басков, Испания) — испанский профессиональный шоссейный велогонщик баскского происхождения, выступающий с 2019 года за команду мирового тура «CCC Team».

## Карьера
В 2017 году дебютировал на Джиро д’Италия, заняв 56-е место в генеральной классификации.

## Достижения
2010
1-й  Вуэльта Наварры
1-й Этап 8 Сиркуито Монтаньес
2012
1-й  Тур Сибиу
1-й  Очковая классификация
1-й  Горная классификация
1-й Этап 1
2-й Тур Румунии
1-й Этап 7
2013
1-й  Тур Алжира
 1-й Этап 5
2014
1-й Пролог Тур Португалии
1-й Пролог Трофей Жоакима Агостиньо
2015
1-й  Тур Австрии
 1-й Этапы 4 & 6
1-й  Флеш дю Сюд
3-й Тур Верхней Австрии
1-й Этап 1
2016
3-й Тур Хорватии
6-й Тур Чехии
10-й Вуэльта Мурсии
2019
3-й Тур Хорватии
10-й Тур Австрии
2020
10-й Тур ОАЭ

## Статистика выступлений

### Гранд-туры
| Гонка   | 2017 | 2018 | 2019 |
| ------- | ---- | ---- | ---- |
| Джиро   | 56   | 39   | 21   |
| Тур     | —    | —    | —    |
| Вуэльта | —    | —    | НФ   |

| —  | Не участвовал  |
| НФ | Не финишировал |